# Coelioxys lativentroides
Coelioxys lativentroides là một loài Hymenoptera trong họ Megachilidae. Loài này được Brauns mô tả khoa học năm 1930.